# Dendrobium annae
Dendrobium annae är en orkidéart som beskrevs av Johannes Jacobus Smith. Dendrobium annae ingår i släktet Dendrobium, och familjen orkidéer. Inga underarter finns listade i Catalogue of Life.